# Pirquluoba
Pirquluoba är en ort i Azerbajdzjan.   Den ligger i distriktet Xaçmaz Rayonu, i den nordöstra delen av landet, 170 km nordväst om huvudstaden Baku. Pirquluoba ligger 134 meter över havet och antalet invånare är 2 841.
Terrängen runt Pirquluoba är lite kuperad. Runt Pirquluoba är det ganska tätbefolkat, med 129 invånare per kvadratkilometer.. Närmaste större samhälle är Xudat, 8,6 km norr om Pirquluoba.
Trakten runt Pirquluoba består till största delen av jordbruksmark.